# Епархия Ниццы
Епархия Ниццы (лат. Dioecesis Nicensis, фр. Diocèse de Nice) — католическая епархия во Франции. Территория епархии распространяется на департамент Приморские Альпы. Епархия суффраганна по отношению к митрополии Марселя. Центр епархии — город Ницца.

## История
Епархия в Ницце основана в III веке. Христианское предание говорит о проповеди в Ницце Святого Варнавы, спутника апостола Павла. Первым епископом Ниццы традиция считает св. Басса, замученного во время гонений на христиан императора Деция. В 314 году делегаты от епископа Ниццы присутствовали на Арльском соборе. В 381 году на аквилейском соборе присутствовал епископ Ниццы Амантий.
В 1801 году несколько мелких епархий региона были упразднены, их территория присоединена к епархии Ниццы, а сама епархия Ниццы стала суффраганной архиепархии Экс-ан-Прованса. 16 декабря 2002 года, в связи с утратой архиепархией Экса статуса митрополии, епархия Ниццы стала суффраганной митрополии Марселя.

## Ординарии епархии
- Жан-Батист Колонна д’Истрия (24.05.1802 — 29.09.1833)
- Доминик Гальвано (30.09.1833 — † 17.08.1855)
- Жан-Пьер Сола (21.12.1857 — 4.12.1877)
- Матьё-Виктор-Фелисьен Балаин (28.12.1877 — 25.06.1896), назначен архиепископом Оша
- Анри-Луи Шапон (25.06.1896 — † 14.12.1925)
- Луи-Мари Рикар (31.03.1926 — † 21.10.1929)
- Поль-Жюль-Нарсис Ремон (20.05.1930 — † 24.04.1963), архиепископ ad personam
- Жан-Жюльен-Робер Муиссе (24.04.1963 — 30.04.1984)
- Франсуа де Саль Мари Адриен Сен-Макари (30.04.1984 — 14.11.1997), назначен архиепископом-коадъютором Ренна
- Жан Мари Луи Бонфис (28.08.1998 — 28.03.2005)
- Луи Санкале (28.03.2005 — 8.08.2013)
- Андре Марсо (с 6.03.2014 - 9.03.2022)
- Жан-Филипп Но (с 9.03.2022 - н.вр.)

## Структура
Согласно статистике на 2004 год в епархии Ниццы 45 приходов, 194 священника, 172 монаха (в том числе 50 иеромонахов), 381 монахиня и 35 постоянных диаконов. Число католиков — 642 890 человек (около 58.5 % общего населения епархии). Кафедральный собор архиепархии — Собор Святой Репараты, освящённый в честь покровительницы города Святой Репараты.